# Wilhelm Theophor Dittenberger

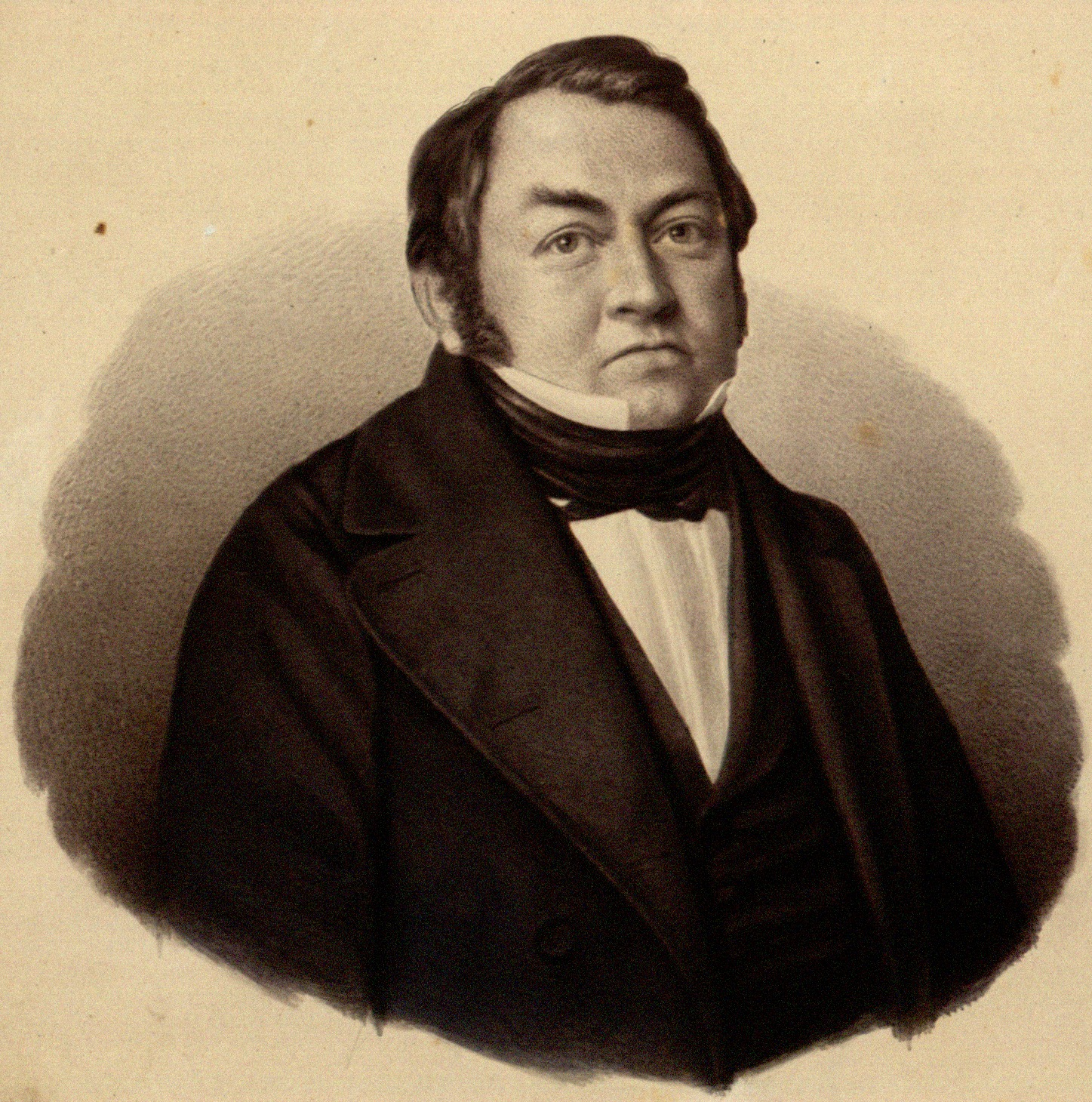
Theophor Wilhelm Dittenberger

Wilhelm Theophor Dittenberger (* 30. April 1807 in Teningen; † 1. Mai 1872 in Weimar) war ein deutscher Theologe.

## Leben
Dittenberger wurde als Sohn eines Pfarrers geboren und studierte Theologie an der Universität Heidelberg unter Karl Daub, seinem späteren Schwiegervater. Zusammen mit Philipp Konrad Marheineke gab er 1838–1843 auch dessen Werk heraus. An der Universität Halle setzte er das Studium fort und unternahm Studienreisen, die ihn an fast alle Universitäten Deutschlands und Dänemarks führten.
1833 habilitierte er sich in Heidelberg und wurde dort 1838 zum außerordentlichen Professor und Lehrer am neueröffneten Predigerseminar berufen. Zugleich übernahm er die Stelle des 2. Universitätspredigers sowie des Pfarrverwesers an der Heilig-Geist-Kirche. Dittenberger war einer der Führer des liberalen Protestantismus in Baden. Zusammen mit Karl Zittel gab er die Zeitschrift für deutsch-protestantische Kirchenverfassung heraus, die als Organ des liberalen Protestantismus galt. Unter anderem leitete er auch die badische Generalsynode 1843 sowie den Gustav-Adolf-Verein der Badischen Landeskirche. Ab 1847 war er Ordinarius der Theologie an der Universität Heidelberg. 
1852 folgte er dem Ruf nach Weimar als großherzoglicher Oberhofprediger und Kirchenrat. Dittenberger war 1854 Mitbegründer der "Protestantischen Kirchenzeitung für das evangelische Deutschland".
Aus der Ehe mit Wilhelmine Marie, geb. Daub (1802–1870), gingen vier Söhne hervor, darunter der klassische Philologe Wilhelm Dittenberger. Seine einzige Tochter Emilie (1841–1901) heiratete den Mathematiker Heinrich Weber.

## Mitgliedschaften
Wilhelm Theophor Dittenberger war Mitglied der Deutschen Morgenländischen Gesellschaft.

## Schriften
- 1833	Theses. - Heidelbergae : Osswald.
- 1835	Ueber Predigerseminarien : mit Berücksichtigung der zu Herborn, Loccum und Wittenberg vorhandenen und in Bezug auf die Errichtung eines solchen im Großherzogthum Baden. - Heidelberg.
- 1836	Conspectus introductionis in theologiam homileticam viro … ornatissimo Ioanni Frider. Abegg. - Heidelberg, 1836
- 1837	Geographie für Lyceen, Gymnasien, Mittelschulen und zum Privatunterrichte : nach natürlichen Grenzen und historisch-statistisch bearbeitet. - 4. durchaus neu bearb. und verb. Aufl. - Heidelberg.
- 1838–1844	D. Carl Daub's philosophische und theologische Vorlesungen / hrsg. von Marheineke und Dittenberger… Bd. 1-8
- 1839	Biographie des Großherzoglich Badischen Kirchenrathes Theophor Friedrich Dittenberger : von ihm selbst verfaßt. - Mannheim : Bensheimer, 1939–1940
- 1840	Worte, gesprochen bei der Beerdigung des Großh. Bad. Geh. Raths und Professors der Rechte Dr. A. Fr. J. Thibaut, Commandeur des Ordens vom Zähringer Löwen mit Eichenlaub.
- 1844	Die Universität Heidelberg im Jahre 1804. Ein Beitrag zu ihrer Geschichte. - Heidelberg : Mohr.
- 1847	Ueber die Ausschließung des Dr. Rupp : an die Mitglieder des Hauptvereins der Gustav-Adolf-Stiftung in Baden. - Heidelberg.
- 1852	Abschiedspredigt gehalten am achten Sonntage nach Trinitatis den 1. August 1852 in der Kirche zum heil. Geist in Heidelberg. - Heidelberg : Winter
- 1852	Votum in der theologischen Facultät der Universität Heidelberg über den durch Pastor Rudolph Dulon angeregten Kirchenstreit in Bremen. - Heidelberg : Winter.
- 1853	Gottes und des Volkes Zuruf an die Abgeordneten des Vaterlandes : Predigt gehalten bei der Eröffnung des Landtages den 10. April 1853 in der Stadtkirche zu Weimar. - Weimar : Hoffmann.
- 1853	Rede bei der Vermählung Seiner Königlichen Hoheit des Prinzen Wilhelm Friedrich Heinrich der Niederlande Prinzen von Oranien-Nassau mit Jhrer Hoheit der Prinzessin Amalia Maria da Gloria Augusta von Sachsen-Weimar-Eisenach Herzogin zu Sachsen gehalten den 19. Mai 1853 in der Kapelle des Großherzoglichen Residenz-Schlosses zu Weimar von Dr. W. Dittenberger, Großherzoglich Sächsischen Oberhofprediger. - Weimar : Hof-Buchdruckerey.
- 1854	Zeitpredigten in den Kirchen zu Weimar gehalten.- Weimar : Hoffmann.
- 1854	Das Bild christlicher Frauengröße nach dem Worte des Herrn.
- 1854	Predigt bei der dreihundertjährigen Gedächtnißfeier des Todestages Kurfürst Johann Friedrichs des Großmüthigen von Sachsen am Sonntage Invocavit den 5. März 1854, gehalten in der Stadtkirche zu Weimar. - Weimar : Böhlau
- 1856	Schicket euch in die Zeit, denn es ist böse Zeit …: Landtags-Predigt, gehalten den 17. Februar 1856 in der Stadtkirche zu Weimar.- Weimar : Landes-Industrie-Comptoir.
- 1857	Rede gehalten bei der Fahnenweihe des dritten Großherzoglich Sächsischen Bataillons den 16. August 1857 im Schloßhofe zu Weimar. - Weimar : Hof-Buchdruckerei.
- 1859	Predigt gehalten im Trauergottesdienste zum Gedächtnis Ihrer Kaiserlichen Hoheit der Durchlauchtigsten höchstseligen Frau Großherzogin-Großfürstin Maria Pawlowna zu Sachsen-Weimar-Eisenach : in der Haupt- und Stadtkirche zu St. Peter und Paul in Weimar den 17. Juli 1859. - Weimar : Kühn.
- 1879	De Menelai Pelagonis titulis. Berolini.